# Torneo de Sofía 2022
El Sofia Open 2022 fue un evento de tenis de la ATP Tour 250 serie. Se disputó en Sofía, Bulgaria en el Arena Armeets desde el 26 de septiembre hasta el 2 de octubre de 2022.

## Distribución de puntos
| Modalidad            | Campeón | Finalista | Semifinales | Cuartos de final | 2ª ronda | 1ª ronda | Clasificados | 2ª ronda de clasificación | 1ª ronda de clasificación |
| Individual masculino | 250     | 165       | 100         | 50               | 25       | 0        | 13           | 7                         | 0                         |
| Dobles masculino     | 250     | 150       | 90          | 45               | 20       | 0        | -            | -                         | -                         |

## Cabezas de serie

### Individuales masculino
| Tenista              | Ranking | Preclasificado |
| Jannik Sinner        | 11      | 1              |
| Pablo Carreño        | 14      | 2              |
| Grigor Dimitrov      | 23      | 3              |
| Lorenzo Musetti      | 30      | 4              |
| Holger Rune          | 31      | 5              |
| Nikoloz Basilashvili | 36      | 6              |
| Jack Draper          | 46      | 7              |
| Oscar Otte           | 52      | 8              |

- Ranking del 19 de septiembre de 2022.[2]

### Dobles masculino
| Tenistas                          | Ranking | Preclasificado |
| Simone Bolelli Fabio Fognini      | 50      | 1              |
| Rafael Matos David Vega Hernández | 75      | 2              |
| Francisco Cabral Jamie Murray     | 77      | 3              |
| Hugo Nys Jan Zieliński            | 84      | 4              |

## Campeones

### Individual masculino
Marc-Andrea Huesler venció a  Holger Rune por 6-4, 7-6(10-8)

### Dobles masculino
Rafael Matos /  David Vega Hernández vencieron a  Fabian Fallert /  Oscar Otte por 3-6, 7-5, [10-8]